# Ukraina (linie lotnicze)

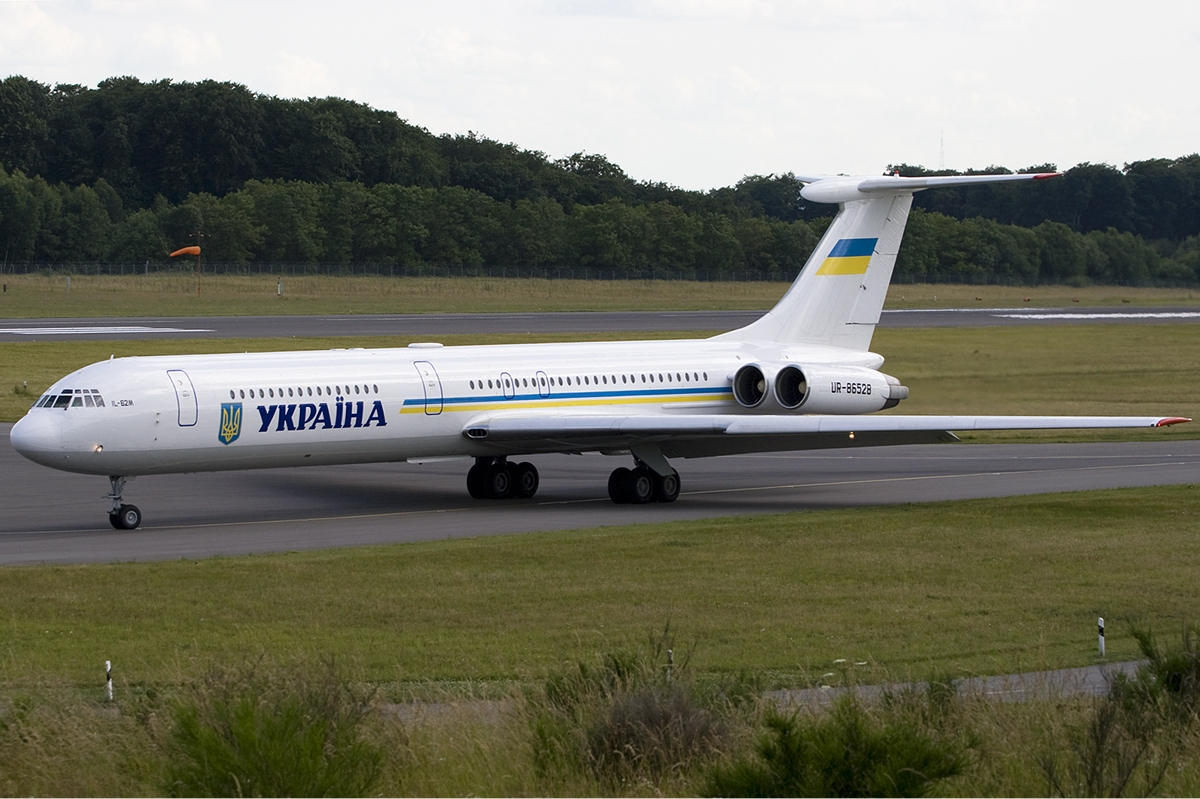
Wycofany z eksploatacji samolot Ił-62M w barwach przewoźnika

Państwowe Przedsiębiorstwo Lotnicze "Ukraina" (ukr.: Державне авіаційне підприємство «Україна») – ukraińskie przedsiębiorstwo lotnicze z siedzibą w Kijowie, zajmujące się transportem najważniejszych osobistości ukraińskiego rządu.

## O linii
Korporacja powstała w 1996 roku jako spółka zależna od ukraińskiego lotnictwa wojskowego. Pierwszymi samolotami wcielonymi do służby były maszyny Ił-62 i Tu-134, które zostały specjalnie dostosowane do przewozu VIP-ów. W kolejnych latach do floty dołączały maszyny typu Jak-40, An-74 i Mi-8. Obecnie trzon floty stanowią nowoczesne samoloty Airbus A319 i An-148. 

## Flota
Flota linii na 12 września 2021:
| Model             | Ilość | Uwagi  |
| ----------------- | ----- | ------ |
| Mi-8              | 1     | UR-PAB |
| An-74TK-300       | 1     | UR-AWB |
| An-148-100B       | 1     | UR-UKR |
| Airbus A319-115CJ | 1     | UR-ABA |